# 西明寺 (西安市)
西明寺（さいみょうじ）は、中国の唐代に、都の長安に建立された仏教寺院である。現在は、中華人民共和国の陝西省西安市近郊の白廟村に当たる場所にあった。

## 歴史
西明寺の建つ場所（後述）には、隋代には尚書令楊素の邸宅があったとされる。それが、素の子である楊玄感の乱によって官没されてしまった。寺の創建に関しては、道宣の撰した『西明寺録』や、『西明寺図讃』という書物などにも記されていたとされるが、つとに佚して伝わらない。
創建は、顕慶元年（656年）のこととされ、高宗と武則天が、病弱であった皇太子李弘の病気平癒を祈願して建てたものという。その規矩は未曽有の壮大さであったと記録されており、また、そのモデルとして、インドの祇園精舎が用いられたとされる。その様は、近年、発掘調査でも確認されつつあるが、大殿が10を数えたという。
玄奘三蔵も住したことがあり、また、仏教史家として名高い道宣がこの寺の上座の地位にあったこともある。ゆえに、その著述である『続高僧伝』や『大唐内典録』、弟弟子の道世の『法苑珠林』などが、この寺で撰せられた。
久視元年（700年）以後、義浄もこの寺に来て訳経を行なっている。
唐の中期には、慧琳の『一切経音義』や円照の『貞元新定釈教目録』が著わされている。
会昌の廃仏時には、廃毀の対象となったが、宣宗によって大中元年（847年）に復興されて、福寿寺と改名されている。

## 位置
西明寺の位置は、長安城内、右街に属する延康坊（第3街第7坊）の南西隅に当たる。延康坊は、その北西に、長安城内で最も栄えた西市があり、また宮城にも近く、隋代には楊素（?-606年）、唐に入ってからは閻立本（?-673年）や張籍（766年-830年）らの邸宅が建ち並んでいたとされる坊である。宝暦3年（827年）以後、諸王の王府が置かれた。

## 大安寺との関係
西明寺は、インドの祇園精舎をモデルとして建立されたものであるが、今度は西明寺自身が、日本の大安寺のモデルとなった、という説が、古来、『扶桑略記』『元亨釈書』などの文献に記されている。